# Musée Dar Jellouli
Le musée Dar Jellouli est un musée tunisien fondé en 1939 dans un palais au cœur de la médina de Sfax.

## Histoire

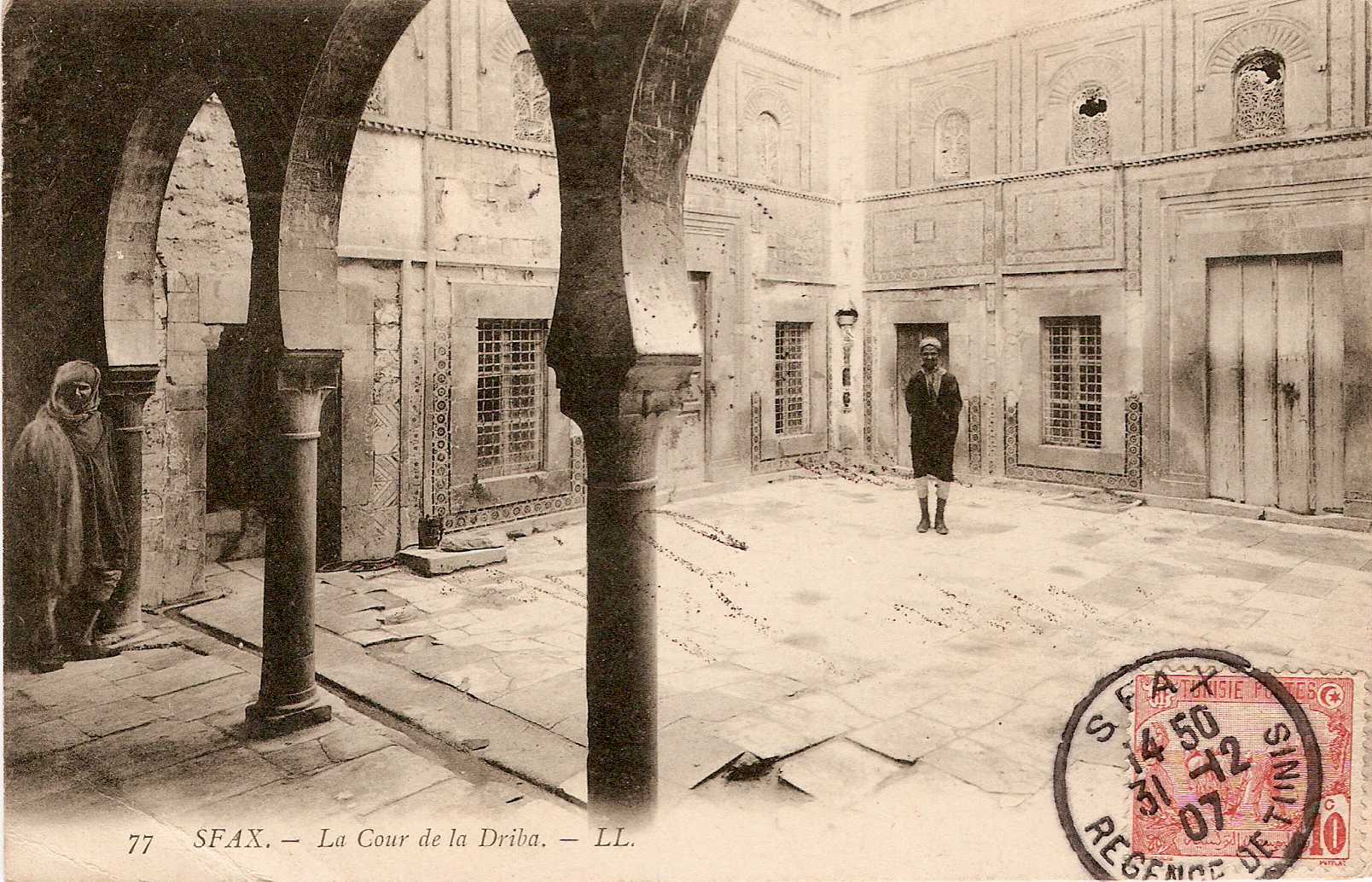
Carte postale représentant la cour du Dar Jellouli au début du XXe siècle.

La maison est construite par des Andalous réfugiés d'Espagne au XVIIe siècle. Elle est achetée par Farhat Djellouli, caïd de Sfax, riche armateur et grand commerçant. Son arrière-petit-fils, le caïd et richissime homme d'affaires Mahmoud Djellouli part pour Tunis et s'installe avec sa famille dans un palais de la rue du Riche, dans la médina, mais cinq de ses descendants (Farhat, Hassan, M'hammed, Sadok et Larbi) occupent la maison en tant que caïds. La demeure devient donc le siège du caïdat.
Elle est revendue en 1934 à une clinique — ce qui explique pourquoi Aziz Djellouli, dernier caïd de la famille, n'occupe pas la maison pendant son mandat de caïd — puis devient en 1939 un centre d'art, sous la direction de Lucien Golvin. C'est alors qu'elle est aménagée en musée régional des arts et traditions populaires.

## Architecture
Derrière une façade simple, dans le pur style classique des demeures traditionnelles tunisiennes, se trouve une cour carrée, dallée de marbre blanc et aux parois revêtues de céramique bleue à mi-hauteur. Les pièces d'habitation en forme de « T » renversé s'ordonnent sur chacun des côtés. Avec le « salon » qui fait face à la porte d'entrée, les maqsoura (arabe : مقصورة) qui servent autant de chambres à provision que de débarras et les extrémités de la partie principale aménagées en alcôves pour accueillir des lits, ces pièces sont autant d'appartements habités généralement par la membres de la famille propriétaire de la demeure. Les portes sont encadrées de stuc sculpté. Les deux étages supérieurs disposent de déambulatoires et de balustrades en bois.

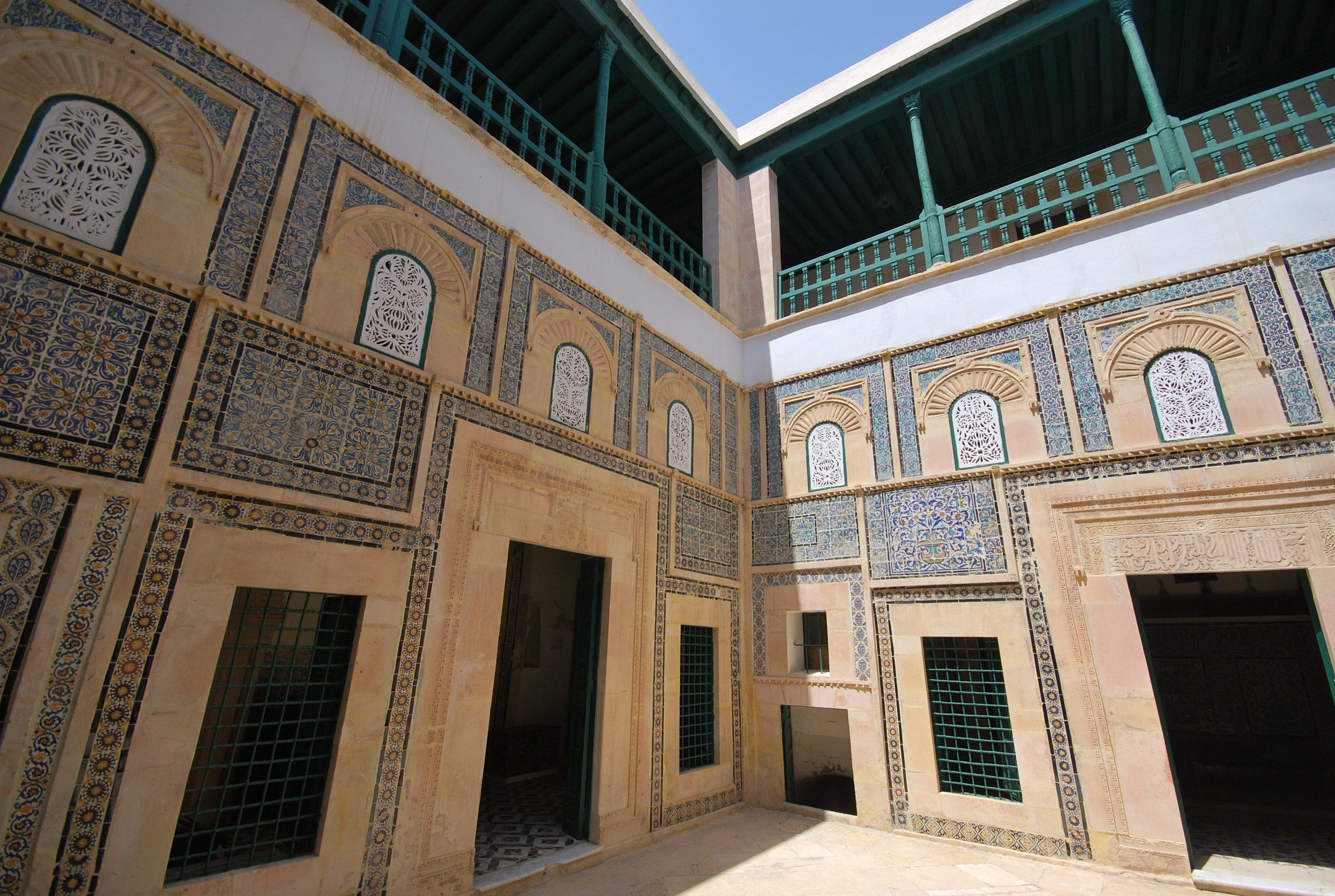
Patio du Dar Jellouli.
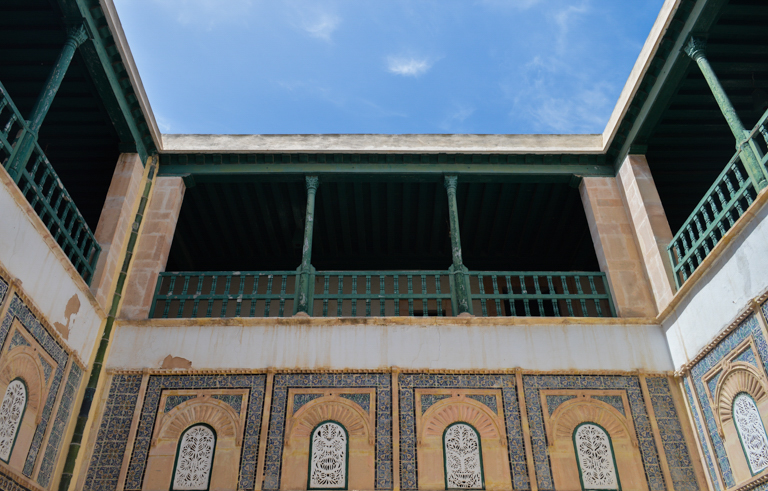
Vue sur le deuxième étage.

## Musée
Dans ses pièces, surtout celles du rez-de-chaussée, ont été reconstitués des tableaux de la vie quotidienne du XVIIIe siècle, notamment la cuisine et la pièce destinée à la toilette. Le premier étage présente des costumes traditionnels et le deuxième des peintures et calligraphies arabes.

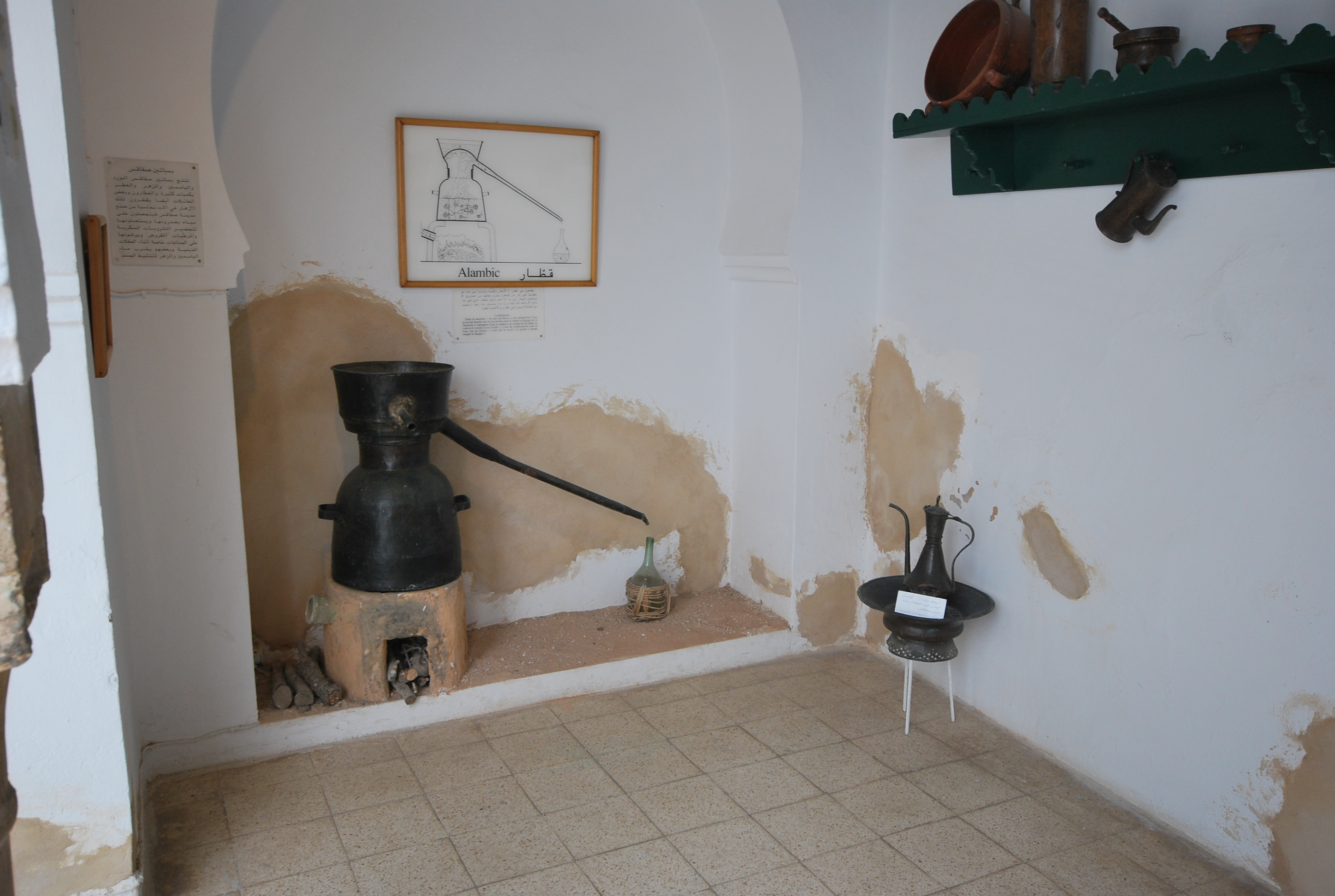
Alambic exposé au musée.
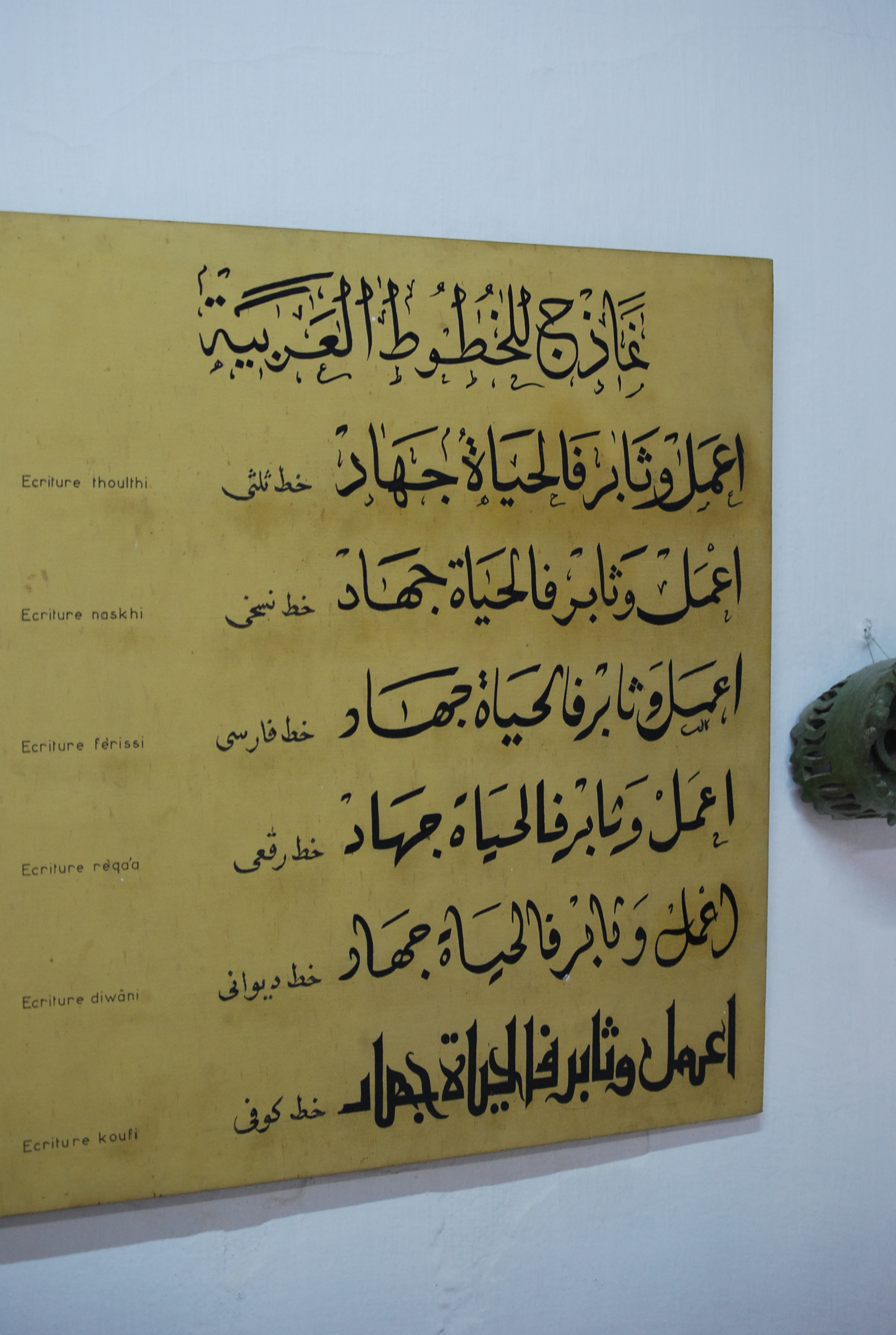
Présentation des divers styles de calligraphies arabes.
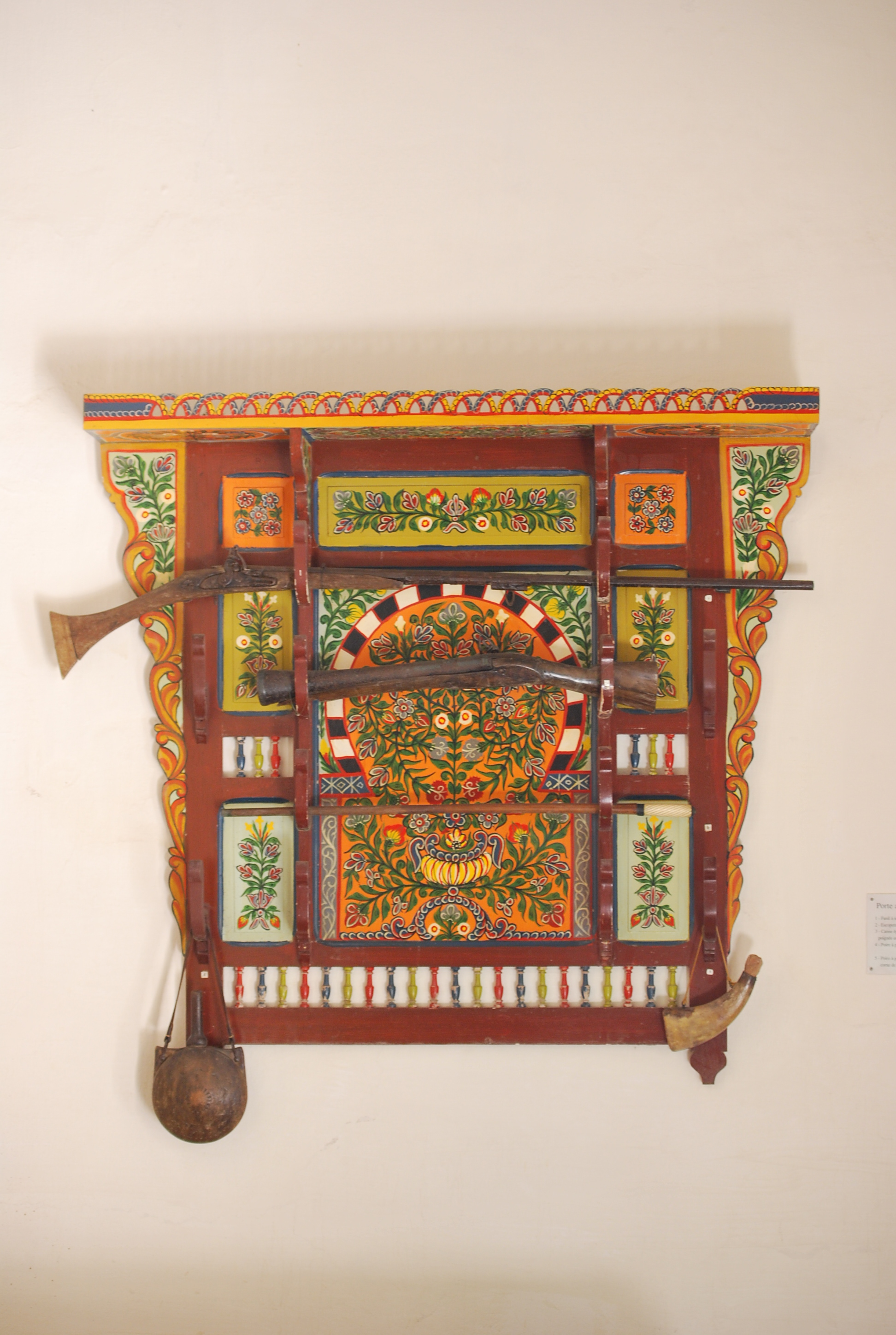
Armes présentées sur un panneau de bois peint.
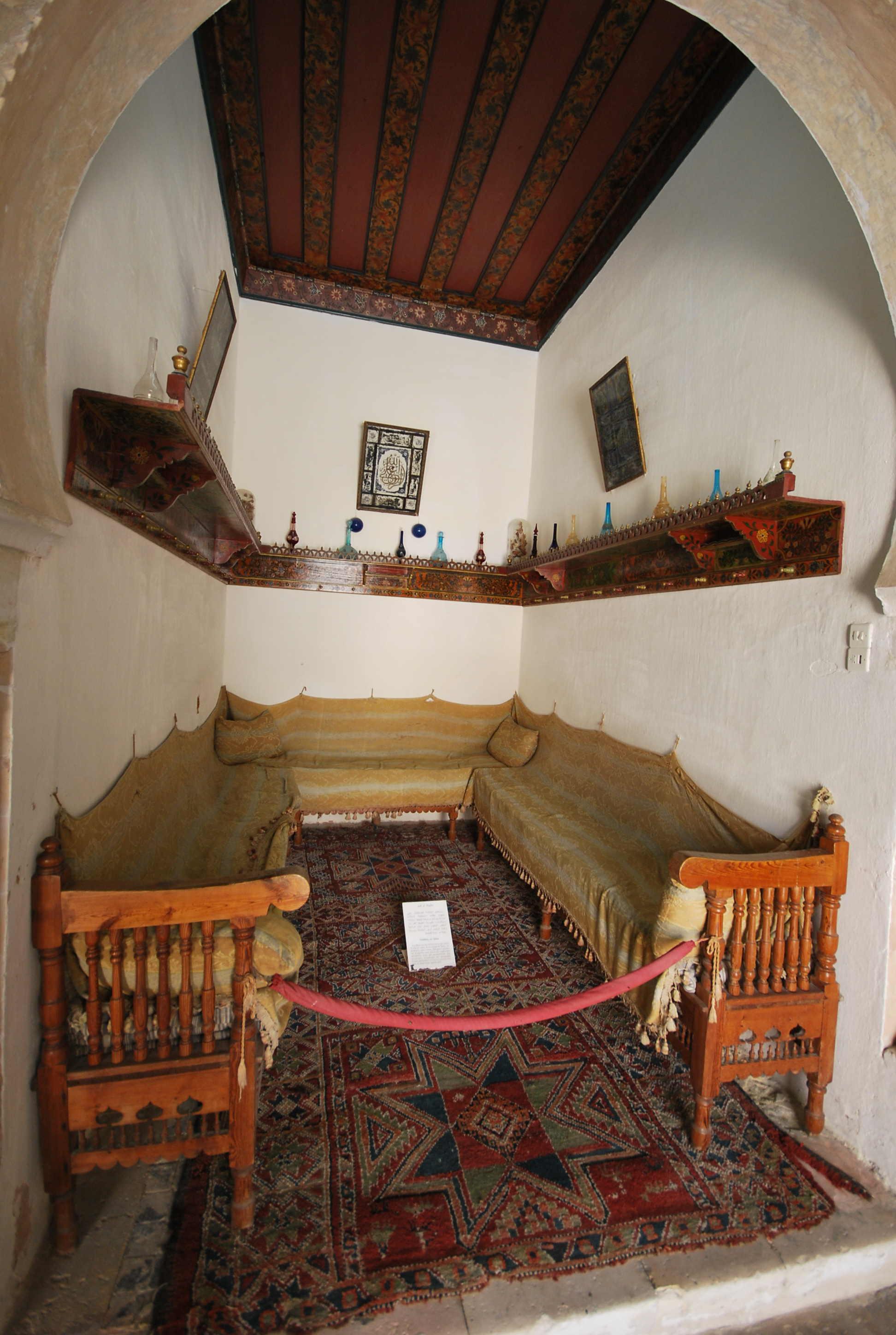
Pièce reconstituée au musée.
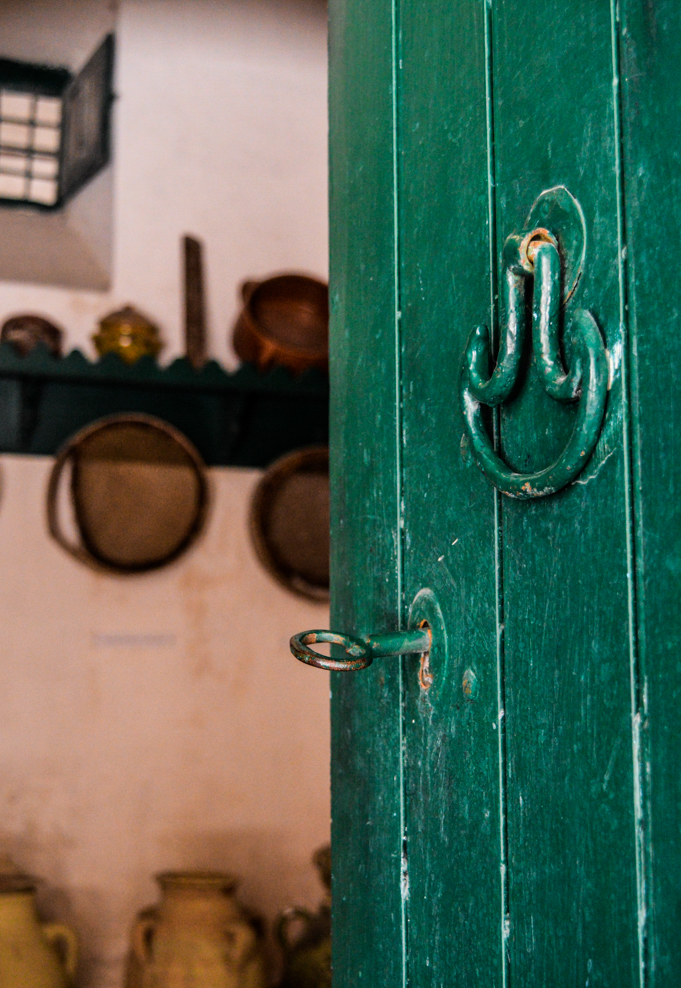
Porte du musée.